# Leijonstedt
Leijonstedt var en svensk grevlig ätt (nr: 73.). Ätten dog ut i Sverige år 1830.
En gren hade flyttat till England. Ätten hade gemensamt ursprung med släkten Gyllenborg.
Anders Volimhaus adlades 1686 med namnet Leijonstedt. Han blev 1716 friherre och 1719 greve. Han blev far till landshövdingen Olof Leijonstedt som var far till landshövdingen Carl Wilhelm Leijonstedt. Han var i sin tur far till generalmajoren och brigadchefen under finska kriget Carl Johan Leijonstedt (1751–1817). Ätten utslocknade på svärdssidan i Sverige med Carl Johan Leijonstedts bror Johan Jakob Leijonstedt (1766–1830).